# 138,6 mm/30 Model 1884
138,6 mm/30 Model 1884 — 138,6-миллиметровое корабельное артиллерийское орудие, разработанное и производившееся в Франции. Состояло на вооружении ВМС Франции. Им были вооружены броненосцы типа «Марсо». Его дальнейшим развитием стало орудие 138,6 mm/45 Model 1887.